# ЛолиРок
„ЛолиРок“ (на английски: LoliRock) е френски анимационен сериал, продуциран от Marathon Media и Zodiak Kids, съвместно със France Télévisions и The Walt Disney Company France. Той е създаден от Жан-Луис Вандесток, а сценарият е на Маделин Паксън. Първоначално е излъчен във Франция на 18 октомври 2014 г. по France 3 и се разпространява и до телевизионните канали в Европа. Също така се излъчва по стрийминг платформата „Нетфликс“. През 2021 г. се излъчва и по Amazon Prime Video и Netflix France.

## Сюжет
Сериалът разкрива Айрис – енергична тийнейджърка с красив глас и непоколебимо желание да помага на другите. Когато тя се присъединява към момичешката банда „ЛолиРок“, животът ѝ се променя завинаги, тъй като се разкрива нов свят на музика, мистерии и магически сили. Трите нови приятелки Айрис, Талия и Ориана са обвързани от общата си съдба на магически принцеси и битката им за справедливост.

## В България
В България сериалът е излъчен по локалната версия на Дисни Ченъл. Дублажът е нахсинхронен в студио Александра Аудио. В него участват Радослава Неделчева, Даниела Тенева, Цветелина Николова, Стефан Младенов, Десислава Чардаклиева, Мариета Петрова, Ива Стоянова, Елена Пеева, Теодор Христов и Цвети Пеняшки. Режисьор на дублажа е Катерина Илкова.